# Strangalepta
Strangalepta is een kevergeslacht uit de familie van de boktorren (Cerambycidae). De wetenschappelijke naam van het geslacht werd voor het eerst geldig gepubliceerd in 1913 door Casey.

## Soorten
Strangalepta is monotypisch en omvat slechts de volgende soort:
- Strangalepta abbreviata (Germar, 1824)